# Archspire
Archspire est un groupe de death metal technique canadien, originaire de Vancouver, en Colombie-Britannique.
Formé en 2009, le groupe comprend actuellement Spencer Prewett (batterie), Tobi Morelli (guitare), Dean Lamb (guitare), Oli Peters (voix) et depuis 2016 Jared Smith (basse). Les précédents membres du groupe sont Jaron Evil à la basse et au chant et Shawn Hache au chant. Archspire, actuellement signé au label Season of Mist, compte au total quatre albums, le plus récent étant Bleed the Future (2021).

## Biographie
Le groupe est formé en 2007 sous le nom de Defenestrated. Après plusieurs changements de nom, le groupe devient Archspire en 2009. Le groupe publie son premier album, All Shall Align, en 2011. L'album est enregistré aux The Hive Studios de Vancouver sous la houlette du producteur Stuart McKillop. La même année, le groupe se produit en concert à Essen avec, entre autres, Decapitated, Fleshgod Apocalypse, Aborted et Cyanide Serenity.
En mars 2013, le groupe signe avec le label français Season of Mist. Le groupe publie son deuxième album, The Lucid Collective, en avril 2014 sous le label Season of Mist.
En juillet 2016, Archspire est annoncé de retour au studio Flatline en août avec le producteur Dave Otero pour l'enregistrement d'un nouvel album prévu pour 2017. À cette période, le titre n'est pas encore officiellement choisi, mais le groupe hésite entre Involuntary Doppelgänger, Relentless Mutation, et From Solitude to Infamy. Dans le même temps, le groupe annonce une tournée américaine entre le 14 et le 20 août 2016, à commencer par un concert à Denver, dans le Colorado.
Le 29 octobre 2021, le groupe sort l'album Bleed the Future.

## Style musical
D'après Sebastian Schilling de Rock Hard, le groupe jouerait du death metal progressif. En revanche, d'après Toh Hong Rui de heavymetaltribune.com, le groupe serait plutôt un groupe de death metal technique depuis la sortie de The Lucid Collective. Le style de guitare rappelle des groupes comme Necrophagist, Origin ou Spawn of Possession, voire Hour of Penance ou Decapitated sur les morceaux les plus agressifs.

## Membres

### Membres actuels
- Tobi Morelli – guitare (depuis 2009)
- Dean Lamb – guitare (depuis 2009)
- Oli Peters – chant (depuis 2009)
- Jared Smith – basse (depuis 2016)

### Anciens membres
- Spencer Prewett – batterie (2009-2024)
- Jaron Evil – basse, chant (2009-2014)
- Shawn Hache – chant (2009)
- Clayton Harder – basse (live) (2014-2016)[1]

## Discographie

### Albums studio
- 2011 - All Shall Align
- 2014 - The Lucid Collective[1]
- 2017 - Relentless Mutation
- 2021 - Bleed the Future